# Lernik Papian
Lernik Papian (orm. Լէռնիկ Պապյան, ur. 26 października 1966 w Wanadzorze) – ormiański bokser, reprezentant Armenii na Letnich Igrzyskach Olimpijskich w Atlancie w 1996. Reprezentował również Związek Socjalistycznych Republik Radzieckich na igrzyskach dobrej woli w 1986.
Lernik Papian wystąpił na Igrzyskach Olimpijskich w Atlancie w 1996 w kategorii muszej. W turnieju stoczył dwie walki. W 1/16 finału pokonał na punkty Japończyka Kazumasa Tsujimoto. W 1/8 finału uległ późniejszemu zwycięzcy turnieju Maikro Romero i odpadł z turnieju.